# Messénský záliv
Messénský záliv (novořecky Messiniakos Kolpos) se nachází v jihovýchodním Jónském moři. Je ohraničen jižním pobřežím Messénie a jihozápadním pobřežím poloostrova Mani v Lakónii. Jeho hranice jsou ostrov Venetiko na západě a mys Tainaron na jihovýchodě. Jeho severní strana je hustě osídlená s městy Kalamata a Messini. Západní strana zase láká turisty mnoha písečnými plážemi. Východní pobřeží je charakteristické jižním výběžkem pohoří Taygetos a na mnoha místech klesá strmě do moře. Je nepřístupné a chudé. Je zde jen několik větších míst, jako jsou Kardamyli, Stoupa a Areopoli s přístavem Limeni. Největší přítok této mořské oblasti je řeka Pamisos, která se do moře vlévá v Kalamatě.